# Tvrtko I.

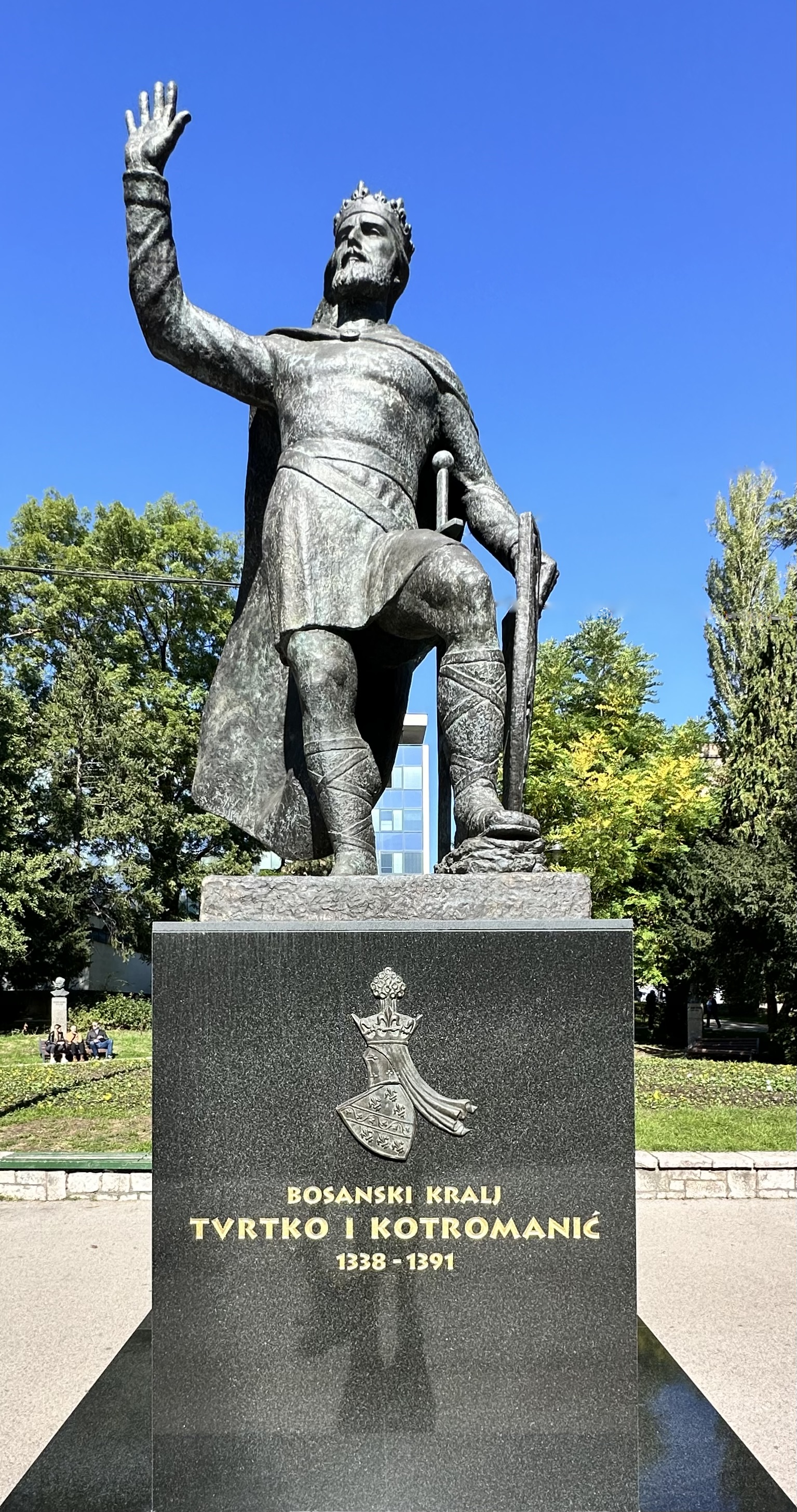
Standbild von Tvrtko I. in Sarajevo

Tvrtko I. (* 1338; † 10. März 1391), seit seiner Königskrönung 1377 Stjepan Tvrtko I. (bzw. Stefan/Stepan in den Landessprachen), aus dem Haus Kotromanić, war von 1354 bis 1377 der Ban von Bosnien sowie von 1377 bis 1391 der erste König des mittelalterlichen bosnischen Staates.
Als Nachfolger von Stjepan II. Kotromanić gelang es ihm, das Land vom Königreich Ungarn zu lösen und das neu errichtete Königreich Bosnien zu regieren. Unter seiner Herrschaft wurde Bosnien zum mächtigsten Staat auf der westlichen Balkanhalbinsel, zu dem auch weite Teile Kroatiens, Serbiens und Dalmatiens gehörten.

## Leben und Wirken

### Abstammung
Tvrtko war der erstgeborene Sohn von Vladislav Kotromanić (1295–1353).
Dieser war drittgeborener Sohn von Stjepan I. Kotroman (1242–1314), Ban von Bosnien 1290–1314, vermählt mit Prinzessin Jelisaveta (Elisabeth) von Serbien, Tochter des Königs Stefan Dragutin von Serbien und Prinzessin Katalin von Ungarn. Stjepan I. Kotromans Vater war Prijezda I., slawonischer Magnat und erster bekannter Vertreter der Kotromanić-Familie.
Seine Mutter, Jelena Šubić, stammte aus dem kroatischen Adelsgeschlecht der Zrinski und war Tochter des Grafen von Trogir, Split und Šibenik. Damit entstammte Tvrtko väterlicher- und mütterlicherseits zwei der bedeutendsten Adelsfamilien des südslawischen Raums, die auch zu den Großen des ungarischen Reiches zählten. Tvrtkos Cousine Jelisaveta Kotromanić heiratete 1353 den ungarischen König Ludwig I., seine andere Cousine Katharina 1361 den mächtigen Grafen Hermann I. von Cilli. Besonders die ungarisch-polnische Königin Jelisaveta und Tvrtko sollen sich zeit ihres Lebens sehr nahegestanden haben. Sein Großvater Stefan Dragutin gehörte den serbischen Nemanjiden an.
Tvrtko war mit Doroslava (Dorothee), Tochter des bulgarischen Zaren Iwan S(t)razimir von Widin, vermählt.

### Ban von Bosnien

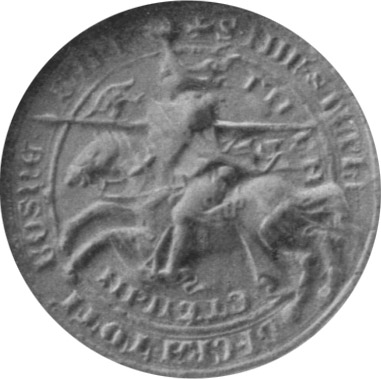
Siegel von Tvrtko I. als Ban von Bosnien (1356).

Tvrtko folgte 1353 seinem Onkel Stjepan II. Kotromanić als Ban in Bosnien nach und war somit nominell der Statthalter des ungarischen Königs südlich der Save. Die frühzeitige Ernennung im Alter von nur 15 Jahren dürfte wohl mit der im gleichen Jahr geschlossenen Ehe Ludwigs I. mit Elisabeth Kotromanić im Zusammenhang stehen. Für den jungen Tvrtko führte vorläufig noch sein Vater Vladislav die Geschäfte. Als dieser 1354 starb, erhielten Tvrtko und sein Bruder Vuk außer Bosnien auch die Banschaften über Zagora und die Herzegowina (Zahumlje). Tvrtkos Mutter Jelena versuchte nun für ihre Söhne zu herrschen, wurde aber vom bosnischen Adel nicht akzeptiert. Tvrtko selbst konnte die Rebellion des Adels niederschlagen, die von seinem Cousin Pavle Kulišić angeführt wurde. Pavle wurde eingesperrt, seine Güter von Tvrtko übernommen. Durch diesen Erfolg etablierte sich der junge Ban als selbstständig handelnder Herrscher.
Als Mladen III. Šubić starb, wurden dessen Besitzungen in Dalmatien herrenlos. Der ungarische König beauftragte Jelena Šubić Kotromanić und ihren Sohn Tvrtko, die Gebiete südlich von Duvno zu übernehmen und damit auch unter der Oberherrschaft Ungarns zu halten. Dies gelang nur zum Teil.
Während des ungarisch-venezianischen Krieges (1356–1358) verschlechterten sich die Beziehungen Tvrtkos zu König Ludwig sehr. Tvrtko weigerte sich, Truppen für den Krieg zur Verfügung zu stellen. 1357 wurde er an den Hof gerufen und Ludwig entzog ihm die Herzegowina, auch den Adel an den Grenzen zu Dalmatien nahm der König in seine direkte Gefolgschaft auf. Tvrtko und sein Bruder Vuk behielten nur die Banate Bosnien und Usora. Sie wurden angewiesen, streng gegen die Häresie der Bogomilen vorzugehen, was ihre Position weiter destabilisiert hätte, weil die Bogomilen gerade unter dem bosnischen Adel viele Anhänger hatten.
Das Vorgehen des Königs verdeutlicht, wie fragil die ungarische Oberherrschaft an den Südgrenzen des Reiches gewesen ist. Sie gründete sich lediglich auf persönliche Beziehungen des Herrschers zu den Adelsfamilien und den Städten. Und obwohl Ludwig in Tvrtkos Herrschaft eine Gefahr sah, hatte er nicht die Macht, ihn als Ban in dessen Kernland Bosnien abzusetzen, obwohl er als König formal das Recht hatte, Bane zu ernennen und abzusetzen.
Nachdem Ludwig 1358 die Eroberung der venezianischen Besitzungen in Dalmatien abgeschlossen hatte, stellte er auch die Republik Ragusa unter seinen Schutz. Damit sollte Tvrtkos Macht weiter beschnitten werden, denn vorher war der bosnische Ban Schutzherr der Republik gewesen.
Ludwig hatte aber nicht die Macht, Ragusa gegen die Einfälle des serbischen Fürsten Vojislav Vojinović zu schützen; nachdem die Ragusaner mehrfach um Hilfe gebeten hatten, waren es Tvrtkos und nicht des Königs Truppen, die die Ordnung 1362 wiederherstellten. Mit diesem Siegen brachte er auch einen Großteil der Adeligen in der bosnisch-dalmatinischen Grenzregion wieder auf seine Seite.
1363 kam es zum offenen Krieg Ludwigs gegen Tvrtko. Der bosnische Bischof Petar Šikloš hatte dafür schon 1360 den Segen des Papstes erhalten, denn Rom sah in Tvrtko das Haupt der bogumilischen Häretiker. Der bosnische Ban blieb siegreich und machte sich daraufhin endgültig von Ungarn unabhängig. Seit 1364 nannte er sich von Gottes Gnaden Ban ganz Bosniens, während er die Nennung des ungarischen Königs in seinem Titel wegließ. Die Republik Venedig, als alter Feind der Ungarn, verlieh Tvrtko das Patriziat der Stadt. Viele bosnische Adelige erkannten Tvrtko aber nicht als Herrscher an, so dass es zu bürgerkriegsartigen Zuständen im Lande kam.
Im Februar 1366 wurde Tvrtko vom bosnischen Adel schließlich gestürzt und durch seinen Bruder Vuk ersetzt. Tvrtko musste nun nach Ungarn fliehen, wo er sich mit seinem königlichen Schwager versöhnte. Schon Ende März 1366 bekam er Teile Bosniens wieder unter seine Kontrolle, Ludwig ernannte ihn wieder zum Ban und mit Hilfe des Königs sowie der Ragusaner besiegte er seinen Bruder Vuk und den rebellischen Adel. Indem er die einen strafte und die anderen mit neuen Privilegien ausstattete, konnte Tvrtko die Herrschaft über den bosnischen Adel wieder festigen. Sein Bruder floh indessen nach Ragusa. Tvrtko schlug das Vermittlungsangebot der Ragusaner aus, die ihn baten, sich mit seinem Bruder zu versöhnen. Vielmehr marschierte er im Juli 1367 nach Ragusa, aber Vuk konnte rechtzeitig aus der Stadt entkommen. Der Rest des Jahres verging mit Kriegszügen gegen verschiedene Fürsten in der Herzegowina und im Osten Bosniens.
Vuk erreichte inzwischen, dass Papst Urban V. Tvrtko als Häretiker verdammte und zu seiner Vertreibung aufrief. Das Banat Bosnien sollte wieder von Ungarn abhängig und Vuk als Ban eingesetzt werden. Dieser rückte 1370 auch mit einem Heer in Bosnien ein, er ließ sich dann aber überreden, den Bruderkrieg gegen Tvrtko zu beenden.
Trvtko hatte sich indessen mit dem serbischen Fürsten Lazar Hrebeljanović – dessen Gebiet lag an der Morava – gegen Nikola Altomanović, der an der Drina und in der Herzegovina herrschte, verbündet. Nikola wurde 1373 besiegt und sein Land geteilt, wobei auch Đuraš Balšić aus der Zeta zum Zuge kam. Er wusste sich Trebinje zu sichern, das auch von Tvrtko beansprucht worden war.
Tvrtko I. bezeichnete sich 1356 als Ban des „ganzen Bosniens und des ganzen Usora & Soli“ (čitave Bosne i čitave Usore i Soli). Nach der Ausrufung des bosnischen Königreichs ging Soli abgetrennt von Usora in den Titel der Herrscher ein. Sie lautete: „Kralj Srbljem, Bosni, Primorju, Hlmsci Zemli, Zapadnim Stranam, Dolnim Krajem, Usori, Soli, Podrinju i k tomu“.
1374 versöhnte sich Tvrtko endgültig mit seinem Bruder Vuk. Im selben Jahr heiratete er Doroslava (Dorothea), die Tochter des bulgarischen Fürsten Ivan Sratsimir. Nach der Hochzeit im Dezember unternahm er einen Überraschungsangriff in das Gebiet der Ballsha und eroberte Trebinje. Hernach nahm er die restlichen serbischen Gebiete nördlich davon bis zum bedeutenden orthodoxen Kloster Mileševa in Besitz.

### Königtum

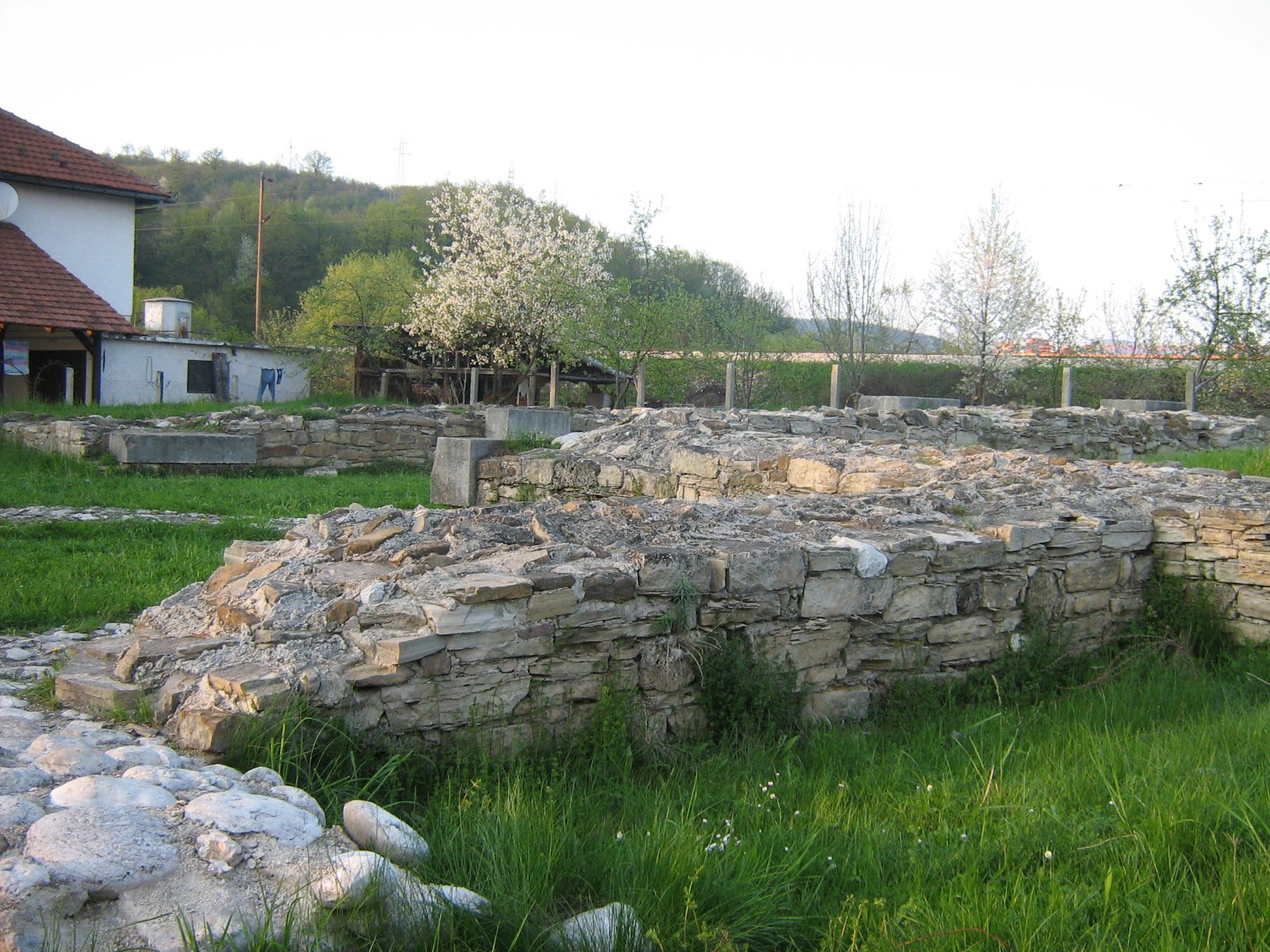
Überreste der Kirche in Mile, vermuteter Krönungsort von Tvrtko I.

Tvrtkos Machtbereich ging 1376 weit über das bosnische Banat hinaus und schloss umfangreiche Gebiete ein, die nie von Ungarn abhängig gewesen waren, sondern zum serbischen Reich gehört hatten. Auf dieser Grundlage konnte Tvrtko sein unabhängiges Königtum errichten. 
Die feierliche Krönung des Katholiken Tvrtko fand am 26. Oktober 1377 nach traditioneller Forschungsmeinung im Kloster Mileševa bei Prijepolje statt. Bereits in der ersten Hälfte des 20. Jahrhunderts und insbesondere nach archäologischen Funden des Historikers Pavao Anđelić in den 1960er Jahren wurde dieser Ort verschiedentlich in Frage gestellt und stattdessen das Kloster Mile bei Visoko im mittleren Bosnien als Krönungsort genannt. Einzelne Historiker vermuteten gar, dass Tvrtko zweimal gekrönt worden sei, in Mile zum König Bosniens und in Mileševa zum Herrscher Serbiens.
Zwar erhob Tvrtko aufgrund seiner verwandtschaftlichen Beziehung zu den Nemanjiden Anspruch auf den serbischen Thron, seine machtpolitischen Interessen richteten sich jedoch hauptsächlich nach Westen. Er übernahm die serbischen Hofämter und Titel, die er an seine bosnischen Adeligen vergab. Zum einen dokumentierte er damit seine Unabhängigkeit von Ungarn, zum anderen konnte er auf diese Weise die Anerkennung seiner serbischen Untertanen gewinnen. Die bedeutendsten serbischen Fürsten Lazar Hrebeljanović und Vuk Branković erkannten Tvrtkos Königtum an. Ludwig I. von Ungarn akzeptierte zwar die Krönung als König der Serben, hielt aber am Titel Ban für Bosnien fest. Dies hatte jedoch keine praktische Bedeutung. Nach dem Tod Ludwigs 1382 war Tvrtkos Titel als bosnischer König unbestritten.
1378 bis 1381 gab es erneut kriegerische Auseinandersetzungen in Dalmatien, an denen Tvrtko nur am Rand beteiligt war, musste er doch seine Herrschaft in Serbien sichern. Ragusa und Kotor konnten die Republik Venedig, Ungarn und eben auch Tvrtko geschickt gegeneinander ausspielen und so ihre Autonomie ausbauen. Beide Städte erkannten am Ende die Oberhoheit Ungarns an, waren aber faktisch unabhängig. 1382 errichtete er einen eigenen Hafen bei Brstanik (heute Herceg Novi) um einen von Kotor und Ragusa unabhängigen Zugang zum Meer zu haben. Die Ragusaner erkannten die Gefahr für ihren Handel und blockierten Novi, bis Tvrtko ihnen den besonders lukrativen Salzhandel wieder allein zugestand.
Nach dem Tod Ludwigs I. wurde Tvrtko 1382 Vormund seiner Cousine Elisabeth und ihrer Töchter Maria von Ungarn und Hedwig von Polen. Eben zu dieser Zeit begann Tvrtko mit Hilfe Venedigs eine kleine Flotte aufzubauen, die aber mit der Seemacht der dalmatinischen Städte zu keiner Zeit konkurrieren konnte.
Durch seine Cousine Elisabeth war Tvrtko in den folgenden Jahren mehrfach in Konflikte mit den Ungarn verstrickt. 1385 konnte er die persönlichen Besitzungen Elisabeths in der Herzegowina übernehmen und auch die Orte Livno, Duvno und Glamoč einnehmen. In der Folge schloss er einen Vertrag mit Ungarn, nach dem er sich nicht mehr in die ungarischen Angelegenheiten einmischen sollte, dafür erhielt er Kotor zugesprochen.
1387 wurde Tvrtkos Cousine Elisabeth ermordet. Deren Tochter Maria machte dafür ihren Ehemann Sigismund verantwortlich. Gegen den neuen König von Ungarn führte Tvrtko 1388 Krieg in Kroatien und Dalmatien. Im selben Jahr konnte ein erster Angriff der Osmanen auf Bosnien in der Schlacht bei Bileća (27. August 1388) erfolgreich zurückgeschlagen werden. Tvrtko sah nun die Notwendigkeit, sich stärker der Verteidigung seines Landes gegen die Türken zu widmen. Unter seinem Heerführer Vlatko Vuković kämpften 1389 bosnische Truppen in der berühmten Schlacht auf dem Amselfeld an der Seite des Serbenfürsten Lazar Hrebeljanović. Obwohl der bosnische Flügel der gegen die Osmanen eingesetzten Armee bei dieser Schlacht ungeschlagen blieb, führte die im Allgemeinen verlorene Schlacht dazu, dass Tvrtko große Teile seiner serbischen Gebiete verlor, deren Fürsten nun die Oberherrschaft der Osmanen anerkannten. 1390 konnte Tvrtko dagegen in Dalmatien die Ungarn besiegen, die lediglich die Stadt Zadar halten konnten. Die meisten Städte und Inseln erkannten Tvrtko als König an.
Allerdings war die bosnische Herrschaft über Teile Kroatiens und Dalmatiens nicht von Dauer, denn am 10. März 1391 starb Tvrtko überraschend. Er wurde in Mile neben seinem Onkel Stjepan II. bestattet. Da Tvrtkos Sohn Tvrtko II. noch minderjährig war, folgte ihm sein Neffe Stjepan Dabiša als König nach.

## Als Namensgeber
- In zahlreichen Städten in Bosnien und Herzegowina sowie Kroatien sind Straßen nach König Tvrtko benannt, darunter in Banja Luka, Sarajevo, Bijeljina, Vitez, Zadar und Knin.

- Im Bosnienkrieg trug eine kroatische Militäreinheit des HVO (Hrvatska brigada „Kralj Tvrtko“) in Sarajevo seinen Namen.